# Parafia św. Kazimierza w Podstolicach
Parafia Świętego Kazimierza w Podstolicach jest jedną z 10 parafii leżącą w granicach dekanatu chodzieskiego. Erygowana w 1973 roku.

## Dokumenty
Księgi metrykalne: 
- ochrzczonych od 1973 roku
- małżeństw od 1973 roku
- zmarłych od 1973 roku

## Proboszczowie
- ks. Adam Kucharski (?– 2025)[1]
- ks. Waldemar Czarnecki (2025– )[2]